# Sialis voigti
Sialis voigti (лат.) — ископаемый вид большекрылых насекомых подрода Protosialis рода Sialis из семейства вислокрылки (Sialidae). Обнаружены в эоценовом балтийском янтаре Европы.

## Описание
Общая длина тела 11,5 мм. Длина переднего крыла около 14 мм. Усики 28-члениковые. Нижнечелюстные щупальцы 5-члениковые, а нижнегубные состоят из 3 сегментов. Оцеллии отсутствуют. Лапки пятичлениковые, 4-й сегмент двулопастный сердцевидный.
Вид был впервые описан в 2006 году немецким палеонтологом Уилфридом Вихардом (Wilfried Wichard, Institut fur Biologie und ihre Didaktik, Universitat zu Koln, Кёльн, Германия) и американским энтомологом Майклом Энджелом (M. Engel) под первоначальным названием Sialis (Protosialis) voigti Wichard and Engel 2006 (тогда таксон Protosialis был подродом в составе рода Sialis). Название S. voigti дано в честь Петера Фойта (Peter C. Voigt; 1930—2004), «бывшего душой и сердцем» организации Bernstein Arbeitskreis (Гамбург). Некоторые авторы рассматривают Protosialis в ранге отдельного рода, но окончательное решение о его статусе может быть принято в ходе обще ревизии всего семейства вислокрылки (Sialidae). В 2022 году была предложена другая концепция, по которой сохраняется позиция Sialis voigti в составе Sialis, но также и отдельный род Protosialis, но лишь с двумя видами: Protosialis americana и Protosialis glabella (оба из США).
Вместе с другими ископаемыми видами вислокрылок, такими как Dobbertinia reticulata, Protosialis casca, Indosialis beskonakensis, Proindosialis cantalensis, Sialis strausi, Sialis groehni, Sialis muratensis, Protosialis baltica, Protosialis herrlingi, Eosialis dorisi являются одними из древнейших представителей Sialidae, что было показано в ходе ревизии палеофауны в 2007 году американскими палеоэнтомологами Майклом Энджелом и Дэвидом Гримальди (Grimaldi D. A.).